# Lisa Jane Smithová
Lisa Jane Smithová (4. září 1958 Fort Lauderdale, Florida – 8. března 2025 Walnut Creek, Kalifornie), známá jako L. J. Smithová, byla americká spisovatelka. Psala knihy převážně pro mládež. Její knihy jsou různých literárních žánrů, nejčastěji však psala fantasy s prvky romance.

## Životopis
Lisa Jane Smithová se narodila 4. září 1958 ve floridském Fort Lauderdale. Studovala hned na několika vysokých školách. Nejprve vystudovala na University of California, Santa Barbara angličtinu a experimentální psychologii, poté studovala na University of California, Berkeley a na San Francisco State College.
Předtím, než se začala pořádně věnovat psaní, pracovala jako učitelka.
Byla svobodná a bezdětná. V roce 2015 jí bylo diagnostikováno vzácné autoimunitní onemocnění. Zemřela 8. března 2025 v nemocnici v kalifornském Walnut Creek.

## Kariéra spisovatelky
Její spisovatelská kariéra se pořádně "rozjela" v momentě, kdy jí přišla nabídka na práci od Alloy Entertainment, kam poslala ukázku své v současnosti asi nejznámější a mezi mladými čtenáři nejoblíbenější série - Upířích deníků (v anglickém originále The Vampire Diaries). To bylo v roce 1990. Od té doby až do roku 1998, kdy si udělala od psaní poněkud delší, desetiletou přestávku, napsala ještě další spoustu knih, ať už samostatných nebo v sérii.
V roce 2008 se Lisa Jane vrátila s několika novými knihami. Dvě její série - Upíří deníky (The Vampire Diaries) a Tajný kruh (v anglickém originále The Secret Circle) - se navíc dočkaly i televizního zpracování a v podobě seriálu je vysílá americká televizní stanice The CW.
O tom, že jsou její knihy slavné, svědčí i to, že velká část z nich byla nebo ještě je bestsellery a některé byly přeloženy do více než pětatřiceti jazyků.

## Literární dílo

### Série Upíří deníky (The Vampire Diaries)
| Č. | Název knihy     | Původní název knihy                | Rok vydání | Rok vydání v ČR |
| -- | --------------- | ---------------------------------- | ---------- | --------------- |
| 1  | Probuzení       | The Awakening                      | 1991       | 2009            |
| 2  | Souboj          | The Struggle                       | 1991       | 2009            |
| 3  | Zášť            | The Fury                           | 1991       | 2010            |
| 4  | Temné shledání  | Dark Reunion                       | 1992       | 2010            |
| 5  | Návrat          | The Return: Nightfall - Part I     | 2009       | 2010            |
| 6  | Soumrak         | The Return: Nightfall - Part II    | 2010       | 2011            |
| 7  | Zajetí          | The Return: Shadow Souls - Part I  | 2011       | 2011            |
| 8  | Osvobození      | The Return: Shadow Souls - Part II | 2011       | 2011            |
| 9  | Před půlnocí    | The Return: Midnight - Part I      | 2012       | 2012            |
| 10 | Zoufalství      | The Return: Midnight - Part II     | 2012       | 2012            |
| 11 | Druhá šance     | The Hunters: Phantom - Part I      | 2012       | 2012            |
| 12 | Fantom          | The Hunters: Phantom - Part II     | 2012       | 2012            |
| 13 | Ohrožení        | The Hunters: Moonsong              | 2013       | 2013            |
| 14 | Vzkříšení       | The Hunters: Destiny Rising        | 2013       | 2013            |
| 15 | Neviditelné zlo | The Salvation: Unseen              | 2014       | 2014            |
| 16 | Slabé místo     | The Salvation: Unspoken            | 2014       | 2014            |
| 17 | Vykoupení       | The Salvation: Unmasked            | 2014       | 2014            |

Upíří deníky pojednávají o Eleně, lidské dívce, která se setkává s dvěma bratry - upíry. S hodným a laskavým Stefanem a zlým a nebezpečným Damonem. Elena podléhá kouzlu obou bratrů. Zahrávat si s nadpřirozenem však není pro Elenu ani její přátele vůbec bezpečné.
Lisa Jane je autorkou sedmi knih série. Zbylé tři knihy jsou napsány neznámým autorem, ačkoliv jako autorka je uvedena ona. Nakladatelství Alloy Entertainment totiž vlastní práva na knihy, a protože se jim nelíbilo, jakým směrem se děj ubíral, Lisu Jane vyhodili a nahradili ji anonymním autorem.

#### Trilogie Stefanovy deníky (Stefan's Diaries)
| Č. | Název knihy     | Původní název knihy | Rok vydání | Rok vydání v ČR |
| -- | --------------- | ------------------- | ---------- | --------------- |
| 1  | Zrození         | Origins             | 2010       | 2011            |
| 2  | Chuť krve       | Bloodlust           | 2011       | 2011            |
| 3  | Prokletí        | The Craving         | 2011       | 2012            |
| 4  | Stopy minulosti | The Ripper          | 2011       | 2012            |
| 5  | Úkryt           | The Asylum          | 2012       | 2013            |
| 6  | Spojení         | The Compelled       | 2012       | 2013            |

Tato podsérie pojednává o událostech, které předcházely ději Upířích deníků. Autorkou však není Lisa Jane, ale producenti seriálu.

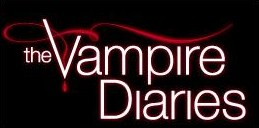
Logo seriálu

#### Seriál
Seriálové zpracování na motivy knih od Lisy Jane vysílá americká televizní stanice The CW. Producenty seriálu jsou Julie Plec a Kevin Williamson. V hlavních rolích hrají Nina Dobrevová (Elena Gilbert/Katherine Pierce), Paul Wesley (Stefan Salvatore) a Ian Somerhalder (Damon Salvatore).

### Trilogie Tajný kruh (The Secret Circle)
| Č. | Název knihy | Původní název knihy | Rok vydání | Rok vydání v ČR |
| -- | ----------- | ------------------- | ---------- | --------------- |
| 1  | Zasvěcení   | The Initiation      | 1992       | 2011            |
| 2  | Otrokyně    | The Captive         | 1992       | 2011            |
| 3  | Moc         | The Power           | 1992       | 2011            |

Tajný kruh je trilogie, která pojednává o jedné z postav Kruhu čarodějů a čarodějek, Cassie Blake. Spolu se zbytkem Kruhu se Cassie musí postavit lovcům čarodějů, aby zachránili sami sebe. Během doby, kdy Kruh řeší otázku přežití, se však Cassie nebezpečně sbližuje s jiným členem kruhu, Adamem, který už však přítelkyni má. Mezi Cassie a Adamem je ale neuvěřitelná chemie a navíc je jejich osud vepsán ve hvězdách.

#### Seriál
Seriálové zpracování na motivy knih od Lisy Jane vysílala stejně jako Upíří deníky americká televizní stanice The CW. Producenty seriálu byli Andrew Miller a Kevin Williamson. V hlavních rolích hráli Britt Robertsonová (Cassie Blake), Thomas Dekker (Adam Conant), Phoebe Tonkin (Faye Chamberlain) a další.
Pro nízkou sledovanost a pomalý vzestup seriálu byla natočena pouze jedna řada a seriál byl i přesto, že měl ke konci velké množství nedořešených zápletek, ukončen.

### Trilogie Temné vize (Dark Visions)
- Odhalení - 2011[12] (The Strange Power - 1994)
- Posedlost - 2012[12] (The Possessed - 1995)
- Vášeň - 2012 (The Passion - 1995)[8]

### Série Říše Temnot (Night World)
- Tajemství Upírů - 2012- (Secret Vampire - 1996)
- Prokleté sestry - 2012 - (Daughters of Darkness - 1996)
- Černá Magie - 2013 - (Spellbinder - 1996)
- Tajemný Anděl - 2013 - (Dark Angel - 1996)
- Lovci Zla - 2013 -(The Chosen - 1997)
- Spřízněné Duše - 2013 - (Soulmate - 1997)
- Krvavý polibek - 2014 - (Huntress - 1997)
- Černý úsvit - 2014 - (Black Dawn - 1997)
- Witchlight (1998)
- Strange Fate (2012)[8]

V překladu vyšlo 8 dílů.

### Trilogie Zakázané hry (The Forbidden Game)
- Lovec - 2015 - (The Hunter - 1994)
- Doupě - 2015 (The Chase - 1994)
- Inferno - 2016 (The Kill - 1994)[2]

### Ostatní
- Eternity: A Vampire Love Story - původně to měl být název posledního dílu Upířích deníků, autorka si však tento název ponechala a vytvoří novou sérii.[8]
- Povídky
  - některé se vztahují i k Upířím deníkům
  - na oficiálních webových stránkách autorky[13]